# 三宅右近
三宅 右近（みやけ うこん、本名・同じ、1941年（昭和16年）4月6日 - ） は、狂言方和泉流の能楽師。

## 人物
九世三宅藤九郎（人間国宝）の次男。兄に和泉流十九世宗家和泉元秀。伯父に六世野村万蔵（人間国宝）。
従兄に野村萬（人間国宝）、野村万作（人間国宝）、野村四郎（能役者）、野村万之介。
父に師事。6歳で初舞台「梟山伏」。22歳で「釣狐」、23歳で「花子」を披く。1982年、重要無形文化財「能楽」保持者に認定（総合認定）。
兄、保之（和泉元秀）が和泉流宗家を継ぐため、山脇家の養子になったあと、父・九世三宅藤九郎家の家系を守っている。芸風は野村万蔵家と大きく変ることはないが、本狂言においては世話物的写実性が目立つ一方で、間狂言では式楽的な上品さが強調されるようである。
長男・三宅右矩（すけのり）、次男・三宅近成（ちかなり）は共に狂言師。

## 手話狂言
日本ろう者劇団では、ろう者による手話狂言を上演している。三宅右近は、一から彼らを指導し、健常者に勝るとも劣らない狂言として手話狂言を誕生させた。
手話狂言は、日本ろう者劇団（社会福祉法人トット基金付帯劇団）において、「時間が短くて世界に通じる笑いを」というトット基金理事長・黒柳徹子の発案で企画されたもの。能楽にも造詣の深い黒柳徹子は、右近が中学生の頃からの舞台を観ており、その後の和泉家の問題など右近の苦労をよく知っていた。黒柳は、「人の辛さ、苦しさが分かる人。指導者として、素晴らしい人」と、右近に協力を依頼した。
手話狂言とは、舞台上で、劇団員がセリフを手話で表情豊かに演じ、その所作（動き）に合わせて狂言師が袖で発声を行う、聞こえる人も聞こえない人も共に楽しむことが出来る狂言である。
狂言の古い口語のニュアンスを表現するため古い形の手話を使い、手話と声とのタイミングや、間のとり方にも工夫が重ねられ、古典芸能の強靭さを持つ手話狂言が誕生した。
1983年、兵庫県芦屋市のルナホールで旗揚げ公演（演目「六地蔵」）。全国７ヵ所の巡回公演を経て、イタリア・パレルモで開催された「世界ろう者会議・演劇祭典」で上演された。
その後も、全国各地、世界各国で上演され、2006年の横濱世界演劇祭でも上演されている。
1987年、文化庁芸術祭賞受賞。
2002年、内閣総理大臣表彰を受けている。